# Paramycodrosophila nephelea
Paramycodrosophila nephelea är en tvåvingeart som beskrevs av Wheeler 1968. Paramycodrosophila nephelea ingår i släktet Paramycodrosophila och familjen daggflugor.
Artens utbredningsområde är Jamaica. Inga underarter finns listade i Catalogue of Life.